# Лигол
Яблоня домашняя 'Лигол' — культурный сорт яблони домашней (Malus domestica 'Лиголь'), относящийся к группе зимних сортов. Выведен в Польше в 1972 году в Институте садоводства и цветоводства в Скерневицах Станиславом Загая, Анджеем Пшибылой и Яном Кржевиньским из популяции сеянцев, полученных в результате скрещивания сортов «Линда» и «Голден Делишес». Саженцы произошли от скрещиваний, сделанных Вацлавом Дзенциолом в 1963 году. В Польше сорт был очень популяре с конца 1980-х годов XX века. В 1997 году он был внесен в Реестр культивируемых сортов в Польше, а позже и в Литве. Рекомендуется для выращивания в товарных садах и в любительских посадках.

## Морфология

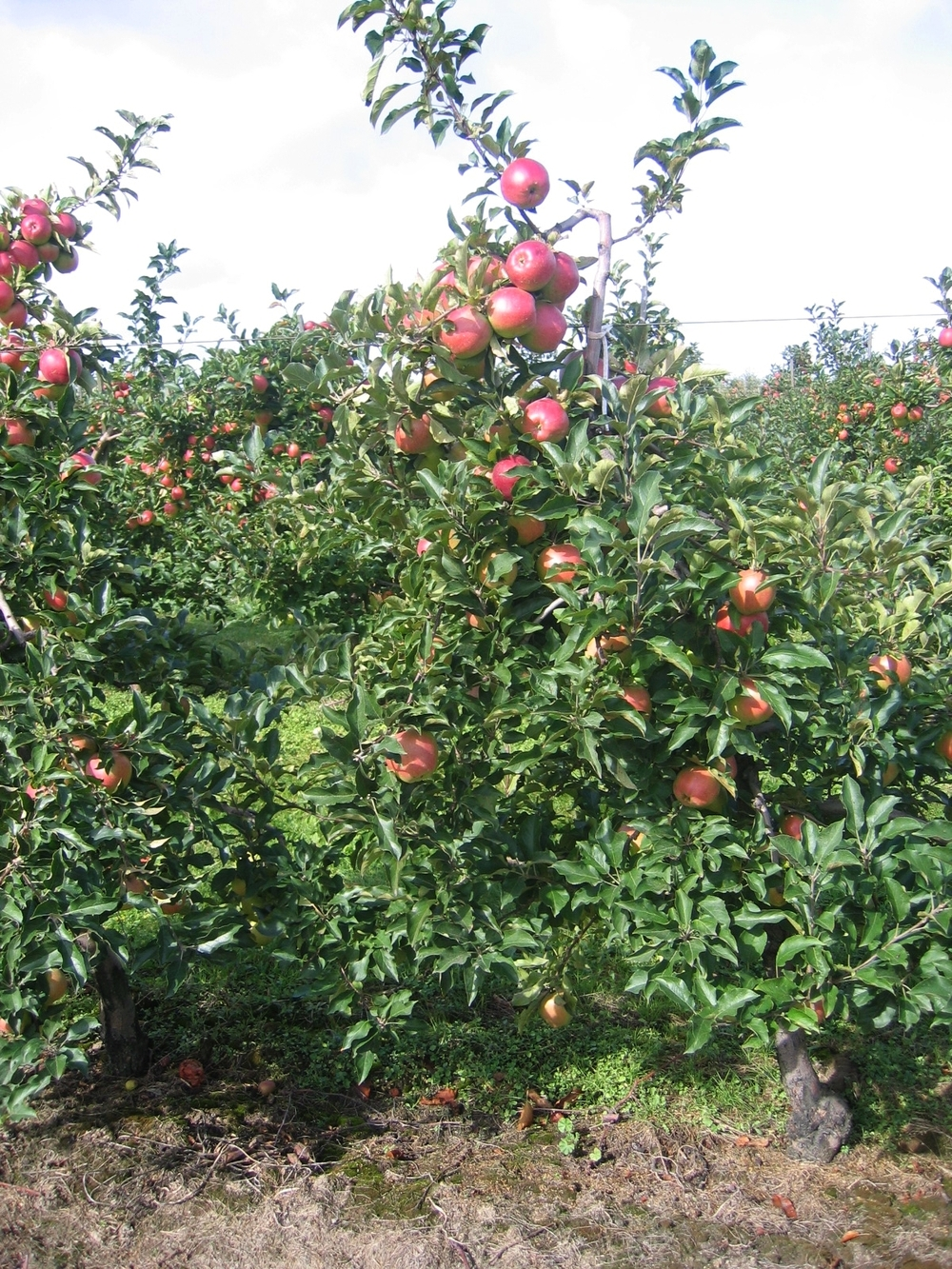
Яблоня сорта Лигол в период уборки

Дерево
Дерево вырастает умеренно крепким, после вступления в период плодоношения рост немного замедляется. Создает пирамидальную крону с прочной структурой, слегка загущенную за счет многочисленных коротких побегов, растущих на ветвях, и крупных листьев, густо залегающих на побегах.
Фрукты
Крупная или очень крупная шаровидно-коническая форма. У чашечки отчетливо ребристая, часто неравномерная величина. Кожица прочная, гладкая и блестящая, зеленовато-желтая, с солнечной стороны покрыта интенсивным нечетким карминовым румянцем. Дыхальца многочисленные, мелкие, светло-серые. Цветонос средней длины и толщины, выступающий над впадиной плодоножки. Мякоть сочная, твердая, хрустящая, сладкая, слегка кисловатая, высоко оценена потребителями по вкусовым испытаниям.

## Разработка
Плодоносить начинает рано, обычно на второй-третий год после посадки. Плодоносит обильно, каждый год, как на длинно-, так и на обильно отрастающих укороченных побегах. Хорошо плодоносит на карликовых подвоях. Цветет в середине сезона цветения яблонь. Это диплоид и хороший опылитель для сортов с аналогичным временем цветения. Рекомендуется в качестве опылителя для триплоида 'Jonagold ' и его мутантов .

## Выращивание
Уход
Требует интенсивной обрезки и формовки деревьев для улучшения цвета плодов . Из-за обильного плодоношения сорт вообще требует прореживания бутонов для улучшения равномерности его плодоношения. Урожайность обильная, с тенденцией к чередованию, особенно при выращивании на сильнорослых подвоях.
Сбор и хранение
В польских условиях достигает спелости для сбора урожая в первой декаде октября, а для потребления на несколько недель позже. Очень хорошо хранится, отличается высокой устойчивостью к болезням хранения и более медленной, по сравнению с другими популярными сортами, потерей стойкости. В обычном холодильнике он может храниться до февраля-марта, а в холодильнике с регулируемой атмосферой до апреля.

## Здоровье
Лигол — сорт, восприимчивый к бактериальному ожогу. Среднечувствителен к парше яблони и мучнистой росе. Относительно устойчив к болезням коры и каучукообразности древесины. Плоды подвержены горькой подкожной пятнистости, которая особенно часто проявляется при плохой урожайности из-за весенних заморозков. Сорт отличается высокой морозостойкостью.

## Мутанты
У сорта Ligol мутанты появляются не так спонтанно, как у таких сортов, как Gala или Fuji, но и здесь обнаружены новые формы. Спорт с более интенсивным румянцем «Лигол Ред» культивируется уже несколько лет. Кроме того, в опытных садах Института садоводства и цветоводства обнаружены мутанты, отличающиеся более слабым ростом (мутанты с короткими побегами) и лучшей окраской: 'Ligol Redspur', 'Ligol Spur' . Вышеуказанные виды сорта были зарегистрированы в 2012 году .